# Christmas (Michigan)
Christmas ist ein Ort im Au Train Township, Alger County in Michigan am Ufer des Oberen Sees. Er liegt etwa 7 Kilometer entfernt vom County Seat Munising am Michigan Highway 28 (M-28) und hat ungefähr 400 Einwohner. Christmas erhielt seinen Namen 1938 durch eine an der Straße gelegene Weihnachtsschmuck-Manufaktur, die nicht mehr existiert.
An der Stelle des heutigen Campingplatzes Bay Furnace Park in Christmas entstand 1869 der Ort Onota, auch bekannt als Bay Furnace, zur Eisenschmelze. Onota wurde 1877 durch ein Feuer zerstört, es blieb nur der Hochofen teilweise erhalten.

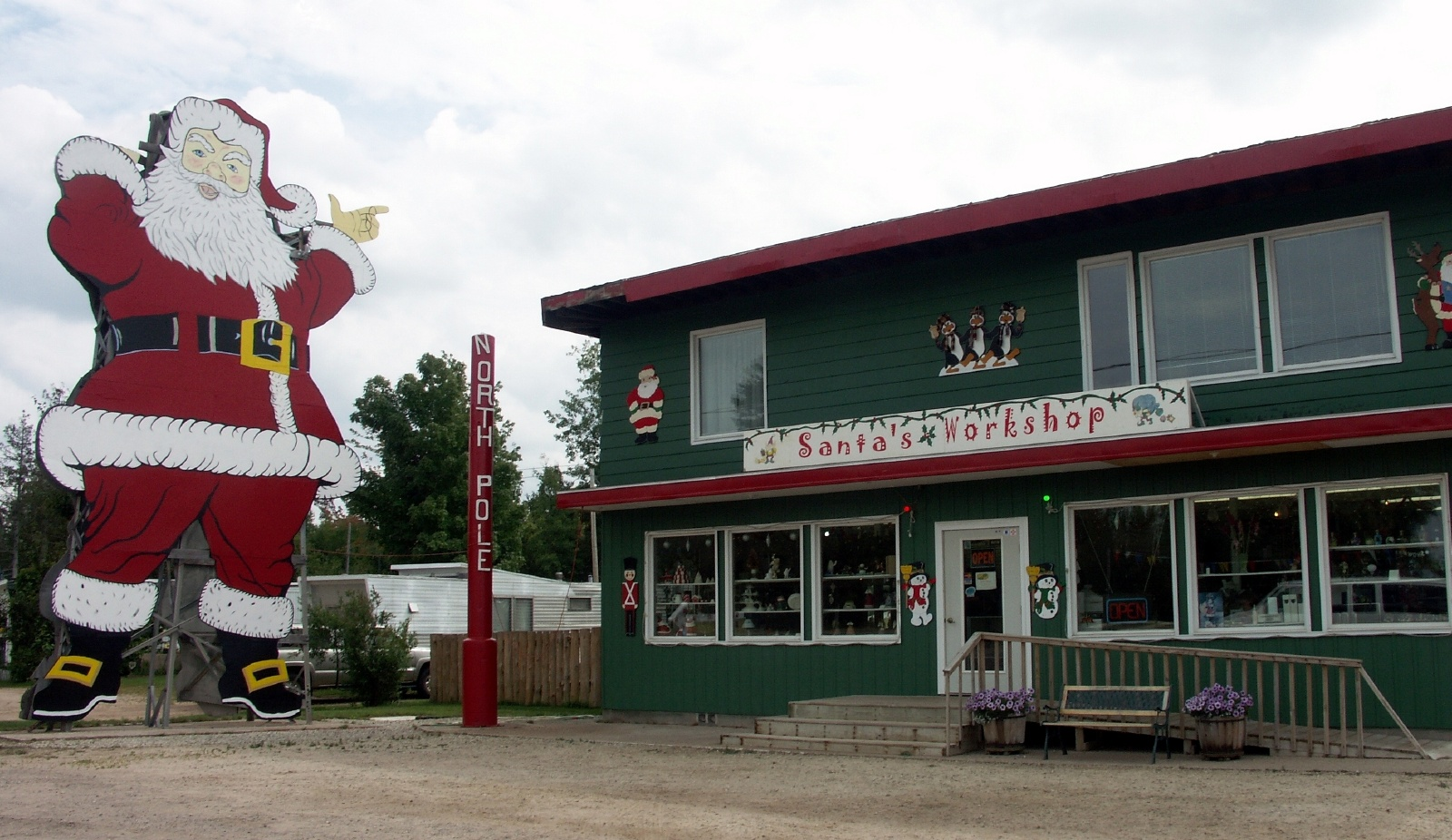
Santa’s Workshop im Zentrum von Christmas
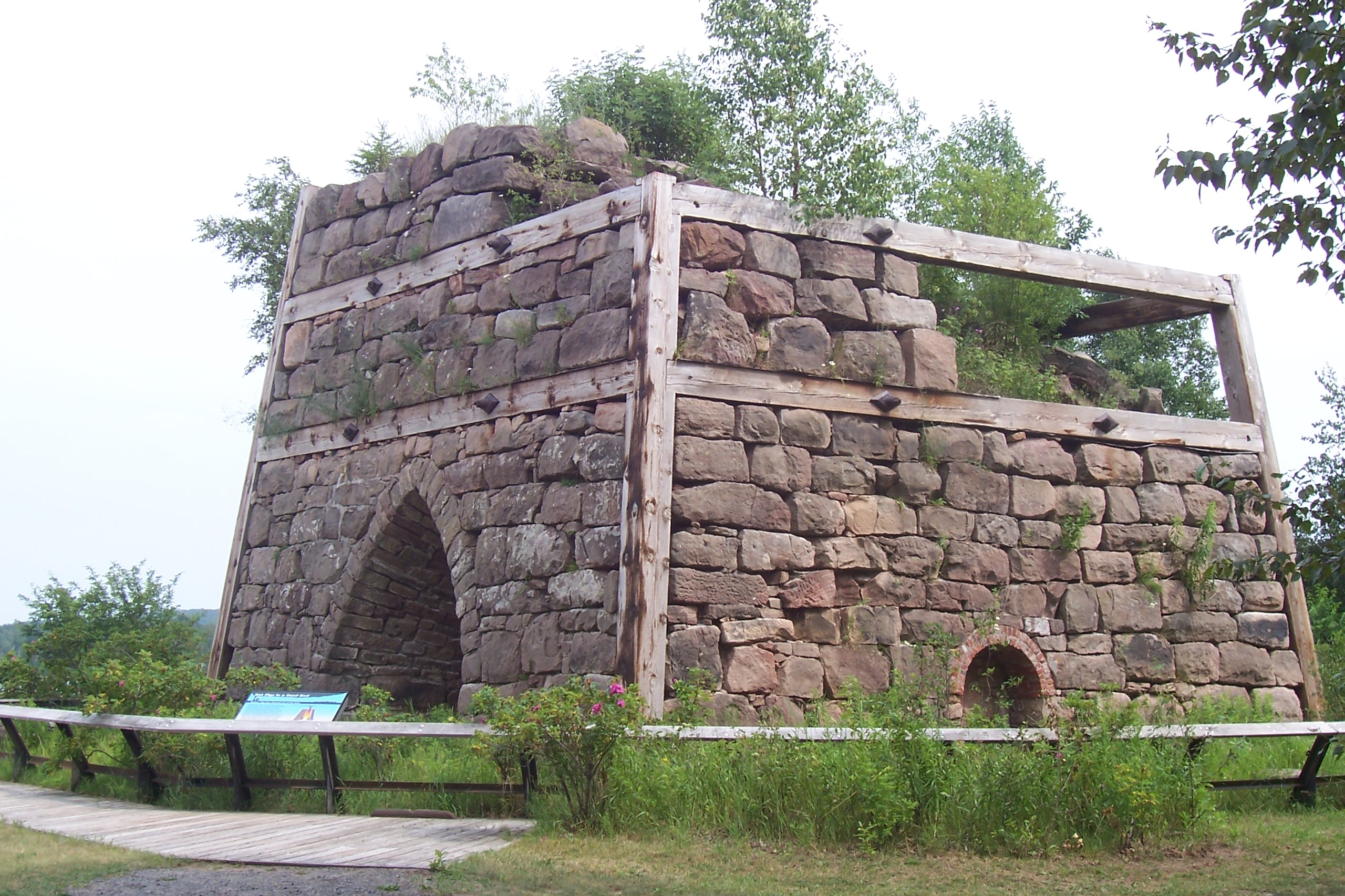
Hochofen von Onota

## Weblink
- Website zu Christmas

Koordinaten: 46° 26′ N, 86° 42′ W